# Albanië op de Olympische Zomerspelen 1972
Albanië debuteerde op de Olympische Spelen tijdens de Olympische Zomerspelen 1972 in München, West-Duitsland. Pas twintig jaar later zou de tweede deelname volgen. Er werden geen medailles gewonnen.

## Deelnemers en resultaten

### Gewichtheffen
| Naam         | Onderdeel | Drukken  | Trekken | Stoten   | Totaal   | Plaats |
| ------------ | --------- | -------- | ------- | -------- | -------- | ------ |
| Ymer Pampuri | -60kg (m) | 127,5 kg | 90,0 kg | 125,0 kg | 342,5 kg | 9e     |

### Schieten
| Naam           | Onderdeel                   | Resultaat | Prestatie          |
| -------------- | --------------------------- | --------- | ------------------ |
| Fatos Pilkami  | Vrij pistool                | 24e       | finale: 546 punten |
| Aferdita Tusha | Vrij pistool                | 51e       | finale: 522 punten |
| Ishail Kosova  | Kleinkalibergeweer, liggend | 22e       | finale: 594 punten |
| Beqir Kosova   | Kleinkalibergeweer, liggend | 66e       | finale: 587 punten |

Afghanistan · Albanië · Algerije · Amerikaanse Maagdeneilanden · Argentinië · Australië · Bahama's · Barbados · België · Bermuda · Birma · Bolivia · Bondsrepubliek Duitsland · Brazilië · Brits-Honduras · Bulgarije · Canada · Ceylon · Chili · Colombia · Congo-Brazzaville · Costa Rica · Cuba · Dahomey · Denemarken · Dominicaanse Republiek · Duitse Democratische Republiek · Ecuador · Egypte · El Salvador · Ethiopië · Fiji · Filipijnen · Finland · Frankrijk · Gabon · Ghana · Griekenland · Groot-Brittannië · Guatemala · Guyana · Haïti · Hongarije · Hongkong · Ierland · IJsland · India · Indonesië · Iran · Israël · Italië · Ivoorkust · Jamaica · Japan · Joegoslavië · Kameroen · Kenia · Khmerrepubliek · Koeweit · Lesotho · Libanon · Liberia · Liechtenstein · Luxemburg · Madagaskar · Malawi · Maleisië · Mali · Malta · Marokko · Mexico · Monaco · Mongolië · Nederland · Nederlandse Antillen · Nepal · Nicaragua · Nieuw-Zeeland · Niger · Nigeria · Noord-Korea · Noorwegen · Oeganda · Oostenrijk · Opper-Volta · Pakistan · Panama · Paraguay · Peru · Polen · Portugal · Puerto Rico · Roemenië · San Marino · Saoedi-Arabië · Senegal · Singapore · Soedan · Somalië · Sovjet-Unie · Spanje · Suriname · Swaziland · Syrië · Taiwan · Tanzania · Thailand · Togo · Trinidad en Tobago · Tsjaad · Tsjecho-Slowakije · Tunesië · Turkije · Uruguay · Venezuela · Verenigde Staten · Vietnam · Zambia · Zuid-Korea · Zweden · Zwitserland